# محسن عبد الصاحب المظفر
محسن عبد الصاحب المظفر (من مواليد 1 يوليو 1938 -النجف، العراق)، هو كاتب وباحث جغرافي ومؤرخ عراقي، حاصل على الماجستير في الجغرافية عام 1975 والدكتوراة في الجغرافية عام 1978 من جامعة بغداد، كان يعمل مدرساً في كربلاء، ثم عين مدرس في كلية الآداب - قسم الجغرافية في جامعة بغداد عام 1979، بعدها عمل مقرراً في نفس القسم عام 1987؛ حصل على أستاذ مساعد في عام 1987، ثم بعدها على الأستاذية في عام 1992، وهو أحد مؤسسي كلية الآداب في جامعة القادسية عام 1989 وأول عميد لها من عام 1989 إلى 1995، ويعمل حالياً مساعداً للشؤون العلمية والطلبة في الجامعة الإسلامية في النجف.

## المؤهلات العلمية
1. حاصل على بكالوريوس في الجغرافية – جامعة بغداد 1962.
2. حاصل على شهادة الماجستير في الجغرافية – كلية الآداب – جامعة بغداد - 1975.
3. حاصل على درجة الدكتوراه في الجغرافية - كلية الآداب - جامعة بغداد - 1979

## المؤلفات
1. القرآن والأحوال المناخية عام 1964.
2. وادي السلام في النجف من اوسع مقابر العالم عام 1964.[3]
3. نهاية الكون بين العلم والقرآن عام 1969.[4]
4. مدينة النجف الكبرى دراسة في نشأتها وعلاقاتها الإقليمية عام 1982.
5. التحليل المكاني لإمراض متوطنة في العراق عام 1979.
6. التخطيط الإقليمي عام 2000.[5]
7. الجغرافية الطبية عام 2001.[6]
8. جغرافية الأحياء عام 2003.
9. جغرافية المعتقدات والديانات عام 2009.[7]
10. تقنيات البحث المكاني 2008.[8]
11. فلسفة علم المكان 2010.[9]
12. مقبرة النجف الكبرى 2009.[10]
13. مدينة النجف عبقرية المعاني وقدسية المكان 2013.[11]
14. المسرح البيئي العسكري- البداية الجيوبوليتيكية والنهاية الجيوستراتيجية،  2014م.[12]
15. أساسيات علم البيئة والتلوث[13]
16. نفحات نجفية [14]

### البحوث المنشورة
1. الحدود في شط العرب /مجلة الأستاذ /كلية التربية _ جامعة بغداد /عدد خاص 1982.
2. الجغرافية الطبية /مبادئ وأسس /مجلة الجمعية الجغرافية العراقية /مجلد 17، 1986.
3. النقل النهري في مدينة بغداد /تقييم وتوجهات /مجلة كلية الآداب_ جامعة بغداد.
4. العرب الواضعون الأول لمضامين الجغرافية الطبية، مجلة الجمعية الجغرافية العراقية، مجلد16، 1987.
5. أرض المواجهة في الحرب / دراسة في الجغرافية العسكرية، مجلد 20 / مجلة الجمعية الجغرافية العراقية، 1987.
6. دور الجغرافي العراقي في مسيرة التنمية / (جغرافية تطبيقية)، مجلة الجمعية الجغرافية العراقية، مجلد 19، 1987.
7. مشكلات الموارد المائية في إيران /مجلة الجمعية الجغرافية العراقية، مجلد 23، 1989.
8. التحليل ألزماني _ المكاني لأمراض الطفل في العراق /مجلة الآداب، عدد 37، 1990.
9. التحليل المكاني لتوزيع الخدمات الصحية في بغداد / مجلة الجمعية الجغرافية العراقية، عدد 24، 1991.
10. واقع السياسة الإسكانية في العراق/ العدد 32/ الجمعية الجغرافية العراقية/ بغداد/ كانون أول /1996.
11. الأهمية الجيوبولتيكية لنمو سكان تركيا وأثره في العراق 34، مجلة الجمعية الجغرافية العراقية /بغداد 1997.
12. النقل النهري في العراق / إمكانات ومشاكل، 3/1/1990.

### مؤلفات أنجزها في ليبيا
1. كتاب (التخطيط الإقليمي) طبع عام 2002،دار نشر ليبية (دار شموع الثقافة) يدرس على الطلبة في أكثر من جامعة.
2. كتاب (الجغرافيا الطبية) مبادئ وتحليلات مكانية، طبع عام 2002، دار نشر ليبية هي (دار شموع الثقافة) يدرس على طلبة في أكثر من جامعة ويدرس في السعودية وفي الأردن.
3. كتاب (جغرافية الأحياء)، طبع في دار الصفاء في عمان،عام 2004.
4. كتاب (فلسفة علم المكان) طبع بدار الصفاء، 2005.
5. تقنيات البحث المكاني وتحليلاته، طبع دار الصفاء، عمان 2005.
6. جغرافية المعتقدات والديانات، مبادئ وأسس ومنهج وتحليلات مكانية، دار الصفاء، عمان، 2008.
7. جغرافية المدن، أسس ومنهج، كتاب منهجي تأليف مشترك، طبع في عام 2010.